# Grochowiec
Grochowiec – osada w Polsce położona w województwie kujawsko-pomorskim, w powiecie sępoleńskim, w gminie Sępólno Krajeńskie.
Do 1954 roku w granicach miasta Sępólno Krajeńskie.
W latach 1975–1998 miejscowość administracyjnie należała do województwa bydgoskiego. Według Narodowego Spisu Powszechnego (III 2011 r.) liczyła 137 mieszkańców. Jest 21. co do wielkości miejscowością gminy Sępólno Krajeńskie.
Przez miejscowość przepływa Orla, rzeka dorzecza Warty.